# محمدرضا صفدری
محمدرضا صفدری (زاده ۵ مرداد ۱۳۳۲ در خورموج مرکز شهرستان دشتی در استان بوشهر)، نویسنده ایرانی است.
صفدری فارغ‌التحصیل رشته ادبیات نمایشی از دانشگاه تهران و دبیر بازنشسته دبیرستان است. او از سال ۱۳۶۳ تا ۱۳۶۷ در جلسه‌های داستان‌خوانی پنج‌شنبه‌ها که در خانهٔ هوشنگ گلشیری و با حضور چند نویسنده جوان تشکیل می‌شد شرکت می‌کرد.

## نقدها
حسن میرعابدینی در صد سال داستان‌نویسی ایران به فضای جنوبی بخش عمده‌ای از ادبیات جنگ اشاره می‌کند و می‌نویسد: «نویسندگانی از قبیل احمد محمود، اصغر عبداللهی، محمدرضا صفدری و قاضی ربیحاوی می‌کوشند از زاویه طرح مسائل جنوب، به مسائل عام جامعه - به ویژه جنگ - بپردازند» او واقع‌گرایی صریح صفدری را در توصیف «فضاهای خشن و ماجراهای کارگری» یادآور آثار نویسندگانی چون ناصر تقوایی، نسیم خاکسار و مسعود میناوی می‌داند اما معتقد است «صفدری هنوز سبک ویژه خود را نیافته و صدایش از میان همهمهٔ انبوه داستان‌نویسان جنوبی به وضوح به گوش نمی‌رسد».

## آثار
- «سیاسنبو» (مجموعه داستان کوتاه) - ۱۳۶۸ نشر قصه
- «تیله آبی» (مجموعه داستان کوتاه) - ۱۳۷۷ انتشارات زریاب
- «من ببر نیستم پیچیده به بالای خود تاکم» (رمان) - ۱۳۸۱ نشر قصه
- «سنگ و سایه» (رمان) - ۱۳۹۲
- «شام آخر» (نمایشنامه)
- «شوراب» (نمایشنامه)
- «۸ داستان از نویسندگان جدید ایران» با مقدمه هوشنگ گلشیری - انتشارات اسفار
- «با شب یکشنبه» (مجموعه داستان کوتاه) انتشارات نیماژ - ۱۳۹۶
- «افسانه‌های چهل‌گیسو» (مجموعه داستان)، نشر نیماژ[۴]

## جوایز
- رمان تحسین شده هیئت داوران: من ببر نیستم پیچیده به بالای خود تاکم. جایزه ادبی مهرگان دوره چهارم سال ۱۳۸۱
- رمان برگزیده: من ببر نیستم پیچیده به بالای خود تاکم جایزه منتقدان و نویسندگان مطبوعاتی دوره چهارم
- من ببر نیستم پیچیده به بالای خود تاکم: برنده جایزه بهترین کتاب سال ۸۱ و بهترین رمان جایزه ادبی اصفهان[۱]
- داوری جایزه داستان مازندران[۵]